# ウィリアム・マホーン
ウィリアム・マホーン（William Mahone、1826年12月1日 - 1895年10月8日）はアメリカ合衆国バージニア州サウサンプトン郡出身の土木技師、教師、軍人、鉄道経営者であり、バージニア州議会議員とアメリカ合衆国上院議員を務めた。身体が小さかったので、「リトルビリー」と渾名された。
土木技師としては、19世紀南北戦争の前のアンテベラム時代および後のレコンストラクション時代にバージニア州の道路や鉄道の建設に貢献した。
南北戦争中は、南軍の少将に任官されて指導者を務め、1864年の北軍によるピーターズバーグ包囲戦中にクレーターの戦いの勝敗の行方を変えたことで良く知られている。
戦後のバージニア州で政界の指導者となり、再編党として知られるようになった黒人、共和党員および保守的民主党員の連衡を形成し指導することに貢献した。1881年にノーフォーク・アンド・ウェスタン鉄道を造った北部人同業者のためにアトランティック・ミシシッピ・オハイオ鉄道の支配権を失ったが、住まいのあるピーターズバーグ近くに教師を育てる学校の資金手当てをするために州の配当金の一部を充てる手配をした。バージニアの多くの文字を読めないアフリカ系アメリカ人を教育するために設立されたこの学校は、成長して現代のバージニア州立大学となった。

## 生い立ち、教育
マホーンはバージニア州サウサンプトン郡のモンローで、フィールディング・ジョーダン・マホーンとマーサ・ドルー・マホーン夫妻の息子として生まれた。モンローの小さな町は郡庁所在地のイェルザレム（1888年にコートランドと改名）からは約8マイル (13 km) 南、ノットウェイ川の堤にあった。父のフィールディング・マホーンはモンローで商店を経営しかなりの広さの農園も所有していた。1840年、家族はイェルザレムに転居し、父が酒場を経営した。そこではそばかすのあるアイルランド系アメリカ人の伝統を残す若者が、賭博とタバコを多量に喫むこととみだらな言葉を使うことで評判を取った。
若いマホーンは土地の校長から初期教育を受けたが、父からは数学について特別教育を受けた。短期間ではあるがイェルザレムからメヘリン川の南岸にある小さな町ヒックスフォードまで馬で郵便を運んだ。ヒックスフォードは後に北岸のベルフィールドと合併してエンポリア独立市となった。マホーンはレキシントンに開校されたばかりのバージニア士官学校に士官候補生として入学を許され、1847年に土木技師の資格を取って卒業した。

## 土木技師、鉄道建設者、家族
マホーンは1848年からカロライン郡にあるラッパハノック専門学校の教師を務めたが、積極的に土木技術を活かす世界での職を求めた。ゴードンズビルとアレクサンドリアを結ぶ88マイル (140 km) のオレンジ・アンド・アレクサンドリア鉄道の建設では幾らかの役割を果たした。新鉄道がうまくいったので、フレデリックスバーグとゴードンズビルとを結ぶ板道の建設に雇われた。
1853年、ノーフォークのフランシス・マロリーから新しいノーフォーク・ピーターズバーグ鉄道を建設する主任技師として雇われた。マホーンが工夫したサウスノーフォークとサフォークの間のグレート・ディズマル沼地を通す12マイル (19 km)の道床には、沼の表面下に道と直行するように置かれた木材基礎を採用した。マホーンの丸太を使った道路は150年後の今も使われており、大重量の石炭を運ぶ用途にも耐えている。またサフォークとピーターズバーグ間の有名な52マイル (83 km) 接円線の設計と建設にも関与した。これはカーブが全くなく、現在ノーフォーク・サザン鉄道の基幹線となっている。
1854年、ノーフォーク郡のチェサピーク湾に面する新しいリゾート地、オーシャン・ビュー・シティの通りや区画を調査し配置を決めた。19世紀後半の路面電車の出現で、そこにアミューズメントパークが開発され、隣接する海浜に沿って遊歩道が造られた。マホーンの都市計画の大半は21世紀になっても使われており、今はノーフォーク市の一部となったオーシャン・ビューは再開発されている。
1855年2月8日、マホーンは、ピーターズバーグ出身のオテリア・ボイナード・バトラー (1803-1855) と故人になっていたスミスフィールド出身のロバート・バトラー博士の娘、オテリア・バトラー (1835-1911) と結婚した。ロバート・バトラーは1846年からその死の1853年までバージニア州財務官を務めていた。
若いオテリアは教養のある淑女だったと言われている。彼女とマホーンはノーフォークに住み、南北戦争の前の時代の大半はそこで生活した。13人の子供が生まれたが成人したのは3人に過ぎなかった。2人の息子ウィリアム・ジュニアとロバート、および1人の娘、やはり同じ名前のオテリアだった。
1855年の夏に激発し、ノーフォークとポーツマスの人口のほぼ3分の1を死なせた黄熱病の流行の時は、イェルザレムから幾分離れた母の家にいてその影響から免れた。しかし、疫病の結果として、ノーフォーク地区の人口が減ったために金融債務の履行が難しくなり、ピーターズバーグに向けた新しい鉄道の工事は行き詰まった。マホーンとその助言者マロリーはそれにも拘わらず倹約に努めて計画の完遂に向けて進んだ。
巷間に伝わる話に拠れば、オテリアとマホーンは新しく完成した鉄道で旅し、オテリアが読んでいるウォルター・スコット卿の作品「アイバンホー」などから駅の名前を付けていったと言われる。スコットのスコットランドを舞台にした歴史小説からウィンザー、ウェイバリーやウェイクフィールドなどの地名を選んだ。サザンプトン郡の小さな町、アイバーにはスコットランドの一地方「マッキーバー」を選んだ。二人の意見が一致しない所ではディスプタンタという名前が創られたと言われている。ノーフォーク・ピーターズバーグ鉄道は1858年に完工し、マホーンはその少し後で鉄道運行会社の社長に指名された。
幾つかの記録に拠れば、1860年時点でマホーンは7人の奴隷を所有していた。全て黒人で3人の男性3人（13歳、4歳、2歳）と女性4人（45歳、24歳、11歳、1歳）であった。それにも拘わらず、南北戦争の間や後で、アフリカ系アメリカ人の兵士や当時は特異であった元奴隷に対して思いやりを示し、その公平な処遇と教育のために熱心に働いた。

## 「リトルビリー」：クレーターの戦いでの英雄
北部と南部の政治的な食い違いが19世紀後半に拡大するにつれて、マホーンは南部州の脱退に与するようになった。南北戦争の間、戦争初期に南軍の士官になる前でさえも実戦で活動しており、1861年にはノーフォーク・ピーターズバーグ鉄道は特に南軍にとって貴重なものとなり、南軍が支配していたノーフォーク地区に軍需品を運んだ。戦争が終わるまでに残っていた鉄道の大半は北軍の手に落ちた。
バージニア州が1861年4月に合衆国から脱退すると、マホーンはポーツマスのゴスポート造船所に向けて客車1両の列車を行くときは大きな騒音と汽笛を鳴らして入り、帰るときははるかに静かに返し、さらにもう一度同じ列車を騒音と共に向かわせて、ポーツマスにいる北軍には大部隊がエリザベス川を越えて（しかもほとんど見えないようにして）到着しているように錯覚させ、北軍を欺して退却させようとした。この策略が当たり、南軍は1兵も失うことなく、北軍にその地域を放棄させ、ハンプトン・ローズを超えてモンロー砦まで撤退させた。この後、南軍第6バージニア歩兵連隊の中佐の位を、後に大佐の位階を受けた。南軍のノーフォーク方面軍の指揮にあたり、その放棄のときまで続けた。1861年11月には准将に昇進した。
1862年5月、北軍の半島方面作戦の間に南軍がノーフォークを放棄した後で、マホーンはドルーリーズブラフの戦いの頃にジェームズ川でリッチモンドの防御陣を造る手助けをした。その後直ぐにセブンパインズの戦いとマルバーンヒルの戦いで部隊を率いて参戦した。その後も第二次ブルランの戦い、フレデリックスバーグの戦い、チャンセラーズヴィルの戦い、ゲティスバーグの戦い、荒野の戦いおよびスポットシルバニア・コートハウスの戦いに参戦した。
1864年から1865年にかけてのピーターズバーグ包囲戦の間の1864年7月30日、クレーターの戦いでマホーンは広く英雄と認められた。北軍の元ペンシルベニア石炭坑夫が南軍の防御線の下にトンネルを掘り大量の爆薬を仕掛けて爆発させ、南軍兵士を多く死傷させたうえにピーターズバーグ防御線のキーポイントに侵入した。しかし、北軍は最初の利点が生かせず、マホーンが近くに残っている南軍兵士を掻き集めて攻撃を跳ね返した。初めは独創的な作戦であったが、このクレーター作戦は北軍指導者にとって大きな損失に変わった。この結果マホーンは少将に昇進した。その後1865年4月のアポマトックス・コートハウスでの降伏まで、ロバート・E・リー将軍および北バージニア軍と行動を共にした。
マホーンは身長が5フィート5ないし6インチ (165-168 cm)、体重も100ポンド (45 kg) しかなく、「リトルビリー」と渾名された。彼の兵士の一人には「彼には多くのインチは無いが最後のインチまで兵士だ」と言わしめた。妻のオテリアはリッチモンドで看護婦として働いており、バージニア知事のジョン・レッチャーが、マホーンが第二次ブルランの戦いで負傷したと伝言したが、軽傷（flesh wound）を負ったとだけ伝えられた。彼女は「ウィリアムが何であれ肉（flesh）が無いのなら重傷だと分かるわ」と答えたという。オテリアと子供達は1864年から1865年の最後の作戦段階ではマホーンに近くいるためにピーターズバーグに移動した。

## アトランティック・ミシシッピ・オハイオ鉄道
戦後、リーはその将軍達に仕事に戻って南部経済を立て直すよう勧めた。マホーンもそうした。ノーフォーク・ピーターズバーグ鉄道、サウスサイド鉄道およびバージニア・テネシー鉄道を結ぶための旗振り役になった。1867年までこれら3社の社長を務めた。戦後のレコンストラクション時代、バージニア議会に熱心に働きかけて、1870年にはノーフォークからブリストルまで408マイル (653 km) におよぶ従来の3社線を合わせた新線、アトランティック・ミシシッピ・オハイオ鉄道 (AM & O) の形成に必要な法律を制定させた。マホーンは非常に個性的な人物であり、AM&Oの文字は「全て私とオテリアのもの」（All Mine and Otelia's）を意味していたと言われた。この頃家族はリンチバーグに住んだが、1872年にはピーターズバーグに戻った。
1873年の恐慌によっAM & O鉄道はイングランドやスコットランドの社債保有者との紛争に突入した。数年間は破産管財人の管理下に置かれた後、債権者との関係が崩れ、代わりの破産管財人ヘンリー・フィンクがAM & O鉄道の財政を監督する者として指名された。マホーンは再度支配権を取り戻そうと働いたが、1881年にフィラデルフィアに拠点を置く同業者がオークションでマホーンを上回って買収し、ノーフォーク・アンド・ウェスタン鉄道と改名した時、マホーンの鉄道建設者としての役割は終わった。
南北戦争の前に、バージニア公共事業局がAM & O鉄道の前身の鉄道会社のかなりの株式に州債で投資していた。鉄道会社の支配権は失ったが、マホーンはバージニア州の政界を指導する重要人物として、会社の売却で得た利益のうち州の取り分を、以前に市長も務めたことのあるピーターズバーグ近くで黒人の子供達や元奴隷を教える教師を育てる学校を造る予算に振り向けることに成功した。他にもピーターズバーグに近いディンウィッディ郡に今日の州立中央病院の前身を設立するために予算の一部を充てることができた。マホーンは個人的に投資した土地の所有者であり、それらはバージニア州西部やウエストバージニア州南部の豊富な炭田に絡んでノーフォーク・アンド・ウェスタン鉄道の開発と結びつき、マホーンの伝記作者ネルソン・ブレイクによれば、マホーンの死の時にバージニア州でも最も裕福な者の一人に数えられることになった。

## バージニア政界：再編党、アメリカ合衆国上院議員
マホーンは南北戦争中の1863年にノーフォーク選出の代議員としてバージニア州議会議員に選ばれた時から約30年間バージニア州の経済と政治の世界で活躍した。1877年に州知事選で落選したあと、民主党員、共和党員およびアフリカ系アメリカ人の連衡である再編党の指導者となった。再編党はバージニア州の戦前の負債の減額を求め、バージニア州の一部であった新しいウエストバージニア州に相応の負債負担を求めていた。再編党の候補者ウィリアム・E・キャメロンを次の知事に選出させることに成功し、マホーン自身は1881年のアメリカ合衆国上院議員選挙で再編党公認で選ばれた。上院では民主党と共和党が37対37の同数となり、第3の政党の議員は民主党を選ぼうとしていたので、マホーンの票がどの政党が上院を支配するかを決めることになった。最終的に共和党を選んだことは高価なものについた。アメリカ合衆国上院では新議員であったにも拘わらず、影響力ある農業委員会の委員長となり、ジェームズ・ガーフィールド大統領からも、また上院の書記官と警備局長を選ぶ権利によっても、バージニア州に対する連邦政府の後援を掴むことができた。
共和党と連携すると、1884年と1888年の共和党党員集会でバージニアの代表を率いたが、1886年の上院議員選挙では民主党ジョン・W・ダニエルに敗れた。1889年、共和党公認で知事選挙に出馬したがフィリップ・M・マッキニーに敗れた。バージニア州知事公邸に民主党員ではない知事を次に送り込むまでに80年を要した（1969年の共和党知事A・リンウッド・ホルトン・ジュニア）マホーンは公職からは離れたが、疲れを知らぬかのようにバージニアが関わる政界に留まり、1895年の秋にワシントンD.C.で破壊的な卒中を起こすまで続けた。マホーンはその1週間後に死んだ。68歳。未亡人のオテリアは1911年に死ぬまでピーターズバーグで暮らした。
マホーンは生きてその結果を見ることはなかったが、バージニア州とウエストバージニア州はバージニア州政府の負債の取り分について何十年間も争った。この問題は1915年に合衆国最高裁判所でウエストバージニア州は$12,393,929.50を負担すると裁定して最終決着した。この負債の最終支払は1939年のことだった。

## 遺産
マホーンの遺骸はピーターズバーグのブランドフォード墓地にある家族廟に葬られた。妻のオテリアも1911年に死んだときに彼の側に葬られた。家族廟は将軍の良く知られたモノグラム、楯の中の星の中央に頭文字「M」を入れたもので識別できる。
マホーン夫妻がピーターズバーグで最初に住んだ家は、1851年から1852年にピーターズバーグ市長であったジョン・ドッドソンが所有していたものであり、サウスシカモア・ストリートにある。この家は現在ピーターズバーグ公共図書館の一部として使われている。1874年、夫妻はサウスマーケット・ストリートの家を取得し大々的に拡張した。この家がその後の主要な住居となった。教員養成学校として設立に貢献したバージニア州立大学はその家の近くで存在感あるものになっている。
バージニア州東部にあるアメリカ国道460号線の大部分（ピーターズバーグとサフォークの間）は、マホーンが設計した52マイル接円鉄道線と平行に走り、彼とオテリアが名付けたと信じられている町の幾つかを通過する。この道路の幾つかの部分は「マホーン将軍大通り」とか「マホーン将軍高速道路」と名付けられている。マホーン旅団の記念碑がゲティスバーグの戦場跡にある。
クレーターの戦いの戦場跡は国立公園局のピーターズバーグ国立戦場公園の呼び物である。1927年、アメリカ連合国の娘達連合がマホーンを記念する堂々とした碑を建立した。保存されているクレーター戦場跡のクレーターの程近くに立っている。この碑には、次のように書かれている。

## 雑記
- アイルランドから移民してきたマホーン家で、本稿のマホーンはウィリアム・マホーンと名乗った者として3人目であった。彼の2冊の聖書、バージニア士官学校の卒業証書、結婚許可書および南軍の任命書にもミドルネームは記されていない。同様にマホーンの長男もウィリアム・マホーン（後にジュニアが付けられた）でありミドルネームは無い。
- 1861年にノーフォーク海軍造船所を策略で占領したとき、マホーンは文民であり南軍にはまだ入っていなかった。
- マホーンはその人生の間、厳しい消化不良に悩まされた。南北戦争の間、酪農製品を供給するためにいつも牛1匹とニワトリを連れていた。